# Arteria del conducto pterigoideo
La arteria del conducto pterigoideo o arteria vidiana (nombre derivado del cirujano italiano Vidus Vidius, 1509 – 1569) es una arteria que se origina en la arteria maxilar.

## Ramas
- Rama pterigoide.[2]

## Distribución
Distribuye la sangre hacia el techo de la faringe y la trompa auditiva.